# Frontière entre la Côte d'Ivoire et le Liberia

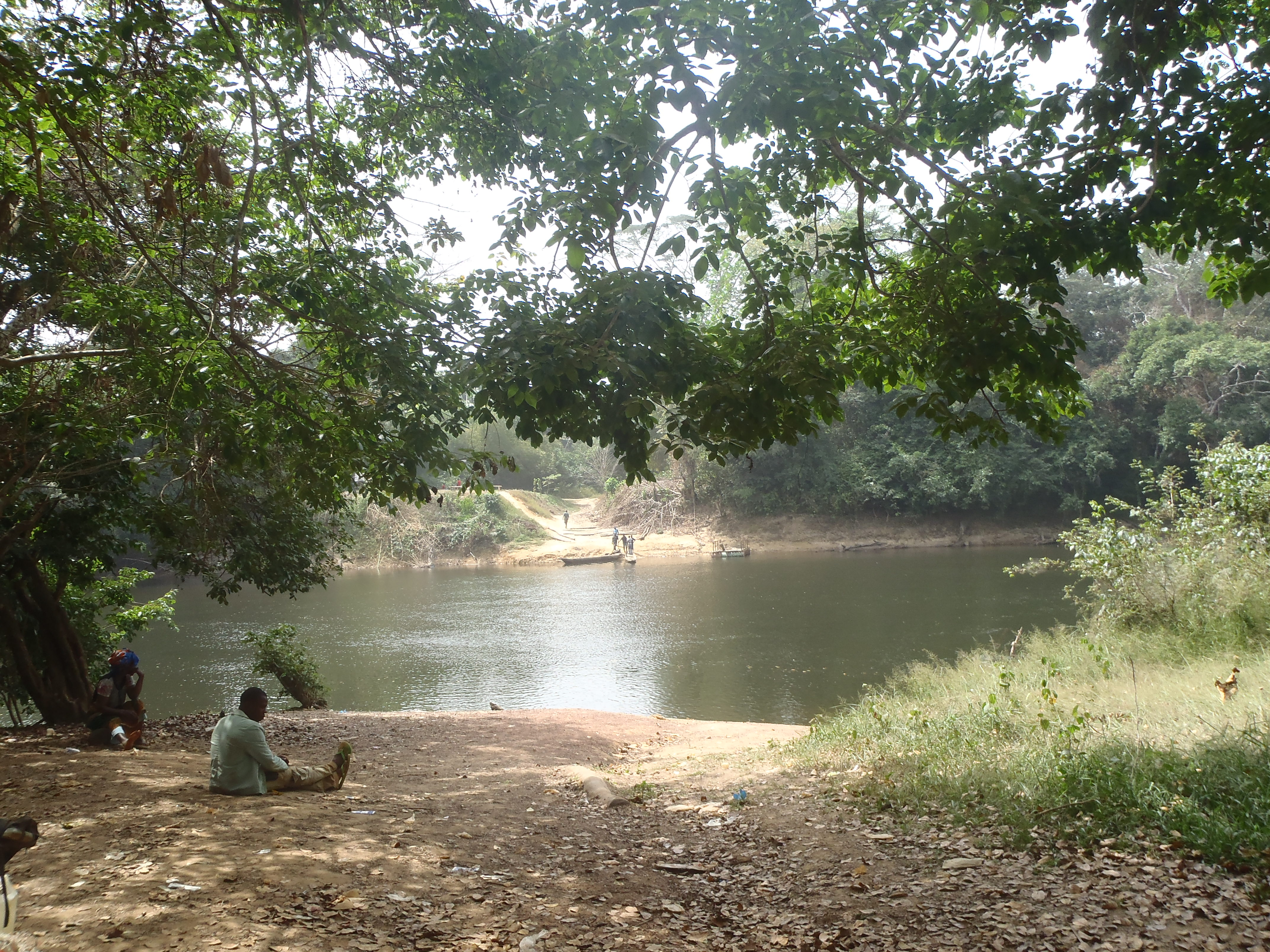
Point de passage sur le Cavally à Taï.

La frontière entre la Côte d'Ivoire et le Libéria sépare la Côte d'Ivoire, à l'Est, du Libéria, au Sud-Ouest. Elle est formée pour la plus grande partie par le fleuve Cavally.

## Description de la frontière
La frontière commence au nord sur le mont Nuon dans la chaîne du Nimba et après une très courte section terrestre, elle atteint la rivière Nuon, qu'elle suit vers le sud ; elle suit ensuite brièvement les rivières Dain, Nimoi et Boan, avant d'atteindre la Cavally, qu'elle suit en formant un large angle droit jusqu'à l'Atlantique. Il se termine à 21 km à l'est du point le plus méridional de l'Afrique de l'Ouest, le Cap Palmas.

## Référence
1. ↑  (en) [[Ian Brownlie|Ian Brownlie]], African Boundaries: A Legal and Diplomatic Encyclopedia, Institute for International Affairs, Hurst and Co., 1979, 358–70 p.